# Geološka depresija
Depresija (ili ulegnuće) je dio zemljine površine spušten:
- ispod razine okolnog terena, ili
- ispod razine najbližeg mora.

Uzroci stvaranja depresija su mnogobrojni i vrlo različiti. 
Depresije su česte u sušnim područjima Zemlje. Najniže dijelove takvih depresija, ako nemaju mogućnost istjecanja vode, pokrivaju slane močvare ili slana jezera. Iste takve depresije, ako se nalaze u vlažnim područjima, ispunjavaju jezera. Ako je dno takvog jezera ispod razine morske površine, riječ je o kriptodepresiji.

Najdublje takve depresije na Zemlji su Bajkalsko jezero, Kaspijsko jezero, Mrtvo more, Jezero Tanganjika, Dolina smrti i Eyre (Australija).